# Бершова Наталія Костянтинівна
Ната́лія Костянти́нівна Бершова (18 листопада 1943 року, Харків, УРСР, СРСР — 7 березня 2025 року Харків, Україна) — радянський та український біолог та педагог, випускниця кафедри генетики ХНУ,  незмінна лекторка Харківського планетарію, засновниця і президентка  фан-клубу Qeen (1998). Авторка історико-автобіографічної книги « Шлях до зірок» (2007) та  низки книг про Космос та Всесвіт для дітей. Представниця родини Шостенко.

## Життєпис та професійна діяльність
Народилась у Харкові в українській дворянській родині Шостенко. Закінчила біологічний факультет Харківського університету, працювала на кафедрі генетики ХНУ, була референтом Харківського обласного товариства «Знання», де вела секції природознавчих наук та медицини.
З 1968 року та до кінця життя незмінна лекторка Харківського планетарію. Наприкінці 60-х років виступала з доповідями в Центральному лекторії разом з академіком Барабашовим М. П. (1894—1971), головою Харківського обласного товариства «Знання» та Вченої ради планетарію.
Авторка лекцій, відео, музичних програм, сценаріїв дитячих свят, циклів з космонавтики та біології, природознавства, історії, світової культури. Учасниця міжнародних конференцій планетаріїв (Смолян, Болгарія, 1995,2000 ; Лондон, Велика Британія, 1998).
Понад 15 років займалась педагогічною діяльністю, викладала народознавство, етику та історію світової культури та релігії в школах Харкова, ХНУ, Харківському сільськогосподарському інституті) (нині Харківський національний аграрний університет ім. В. В. Докучаєва)
З 1992 року проводила навчання дітей в Космічному ліцеї планетарію З 1998 року президент фан-клубу планетарію
Померла 7 березня 2025 року, похована на 14 кладовищі Харкова.

## Публікації
- Бершова Наталія. Шлях до зірок. — Харків: СІМ, 2007. — 48 с. — ISBN978-966-8549-30-4
- Дітям про все на світі [Текст]: популярна енциклопедія / уклад. Н. П. Трипутіна, Н. К. Бершова ; ред. Г. В. Біляєва ; худож. К. В. Самойлов [та ін.]. — Х. : Белкар-книга, 2008. — 191 с.: мал. — (Серія «Дітям про все на світі» ; кн. 6). — ISBN 978-966-8816-58-1[4]
- Печерських Ю., Бершова Н., Логвінкова Г. Велика дитяча енциклопедія у запитаннях і відповідях. Видавництво Пегас — 2020. 224 с. — ISBN 978-966-947-975-4
- Бершова Н. К. Відкриваємо світ. Енциклопедія Космос. Видавництво Ранок — 2019. — 64 с. — ISBN 978-617-09-5475-6
- Бершова Наталія. Таємниці космосу. Видавництво Промінь — 2008 — 80 с. — ISBN 978-966-8826-11-4
- Харьков: Энциклопедический словарь. Авторский коллектив: Александров Ю. В., Бершова Н. К., Божко В. А., Васильева С. А., Виноградская В. И., Воловик Л. Ф., Гавриленко О. Д., Голоха В. Л., Диденко А. А., Дьякова Е. В., Журба С. Л., Захожай В. А., Ковалев В. И. и др. — Х., 2014. — 1020 с URL : https://archive.org/details/kharkov-entsikloped-sl-2014

## Інтерв'ю
- Если звезды зажигают…: [Электронный ресурс]: [записки лектора Харьков. планетария] / Н. Бершова // Добро пожаловать в Харьков. — Режим доступа: http://kharkov.vbelous.net/planetar/index.htm
- Від землі до зірок: [ст. лектора планетарію] / Н.Бершова // Людина і світ. — 1986. — № 5. — С. 14.
- Полвека под открытым небом: [беседа с лектором планетария Н. К. Бершовой / записала Т.Невская] // События. — 2007. — 10-16 мая (№ 17). — С. 34.
- Влюбленная в звезды: [беседа с лектором планетария Н.Бершовой / записал Л.Раенко] // Харьков. известия. — 2010. — 13 марта. — С. 11 : портр.

## Публікації в газетах
- Планеты в январе / Н.Бершова // Слобода. — 1999. — 5 янв.
- Звездное небо манит / Н.Бершова // Слобода. — 1999. — 2 марта.
- Пусть звезды улыбаются влюбленным / Н.Бершова // Слобода. — 1999. — 2 апр.
- Тиха украинская ночь / Н.Бершова // Слобода. — 1999. — 1 июня.
- Говорят маяки Вселенной / Н.Бершова // Слобода. — 1999. — 1 окт..
- Последний месяц осени / Н.Бершова // Слобода. — 1999. — 5 нояб.
- Звезды в декабре / Н.Бершова // Слобода. — 1999. — 17 дек.